# مسجد غلة داري
مسجد غلة داري (بالفارسية: مسجد گله‌داری) هو مسجد تاريخي يعود إلى عصر القاجاريون، ويقع في بندر عباس.